# کوه اسپیناس
کوه اسپیناس (اسپینه) بلندترین کوه در جغرافیای منطقه آستارا که ۲۱۰۵ متر بالاتر از سطح دریا ارتفاع دارد.
این کوه در هفده کیلومتری شرق شهر لوندویل آستارا قرار دارد و آبشار لاتون از آن سرچشمه می‌گیرد.
بلندای آبشار لاتون ۱۰۵ متر است که در میان بلندترین آبشارهای ایران جای می‌گیرد. مسیر آبشار لاتون از «روستای کوته کومه» آغاز می‌شود و نزدیک به چهار ساعت کوهپیمایی دارد.

## نگارخانه

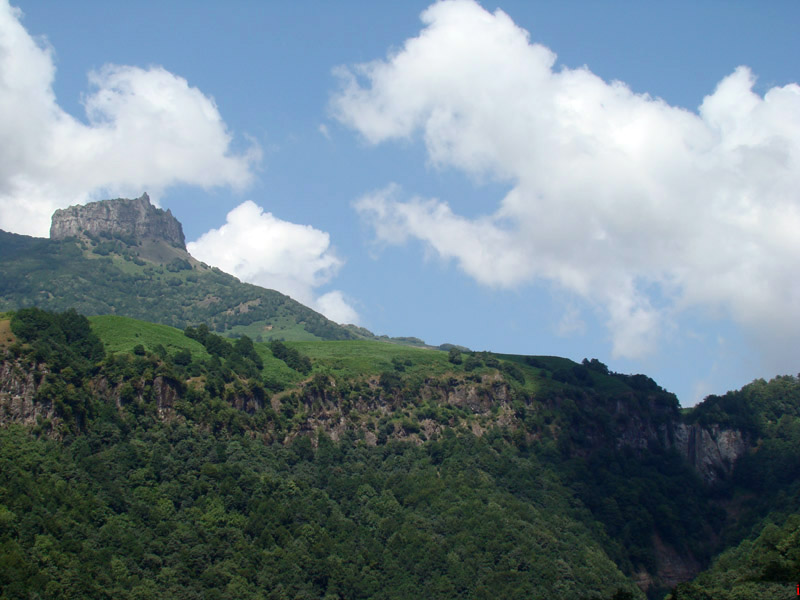
دورنمای آبشار لاتون (سمت راست) و قله اسپینا (سمت چپ)
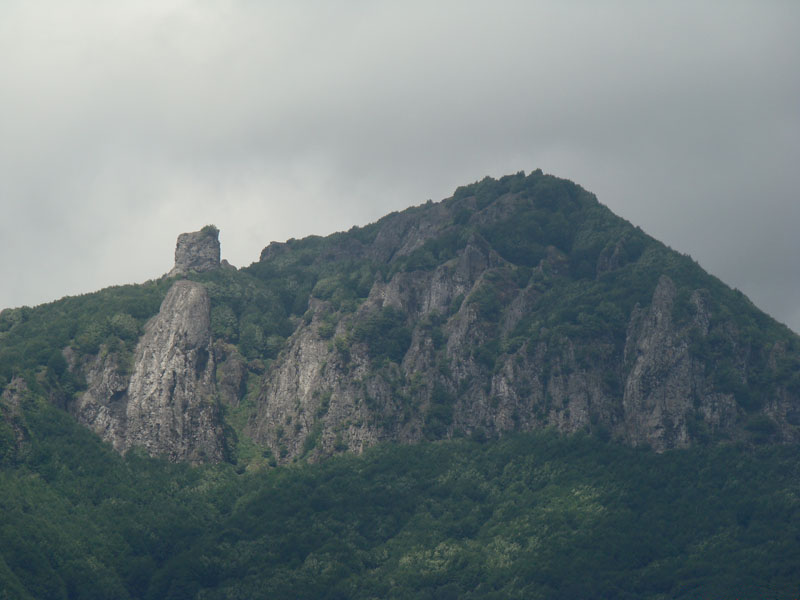
کوه‌های لاتون
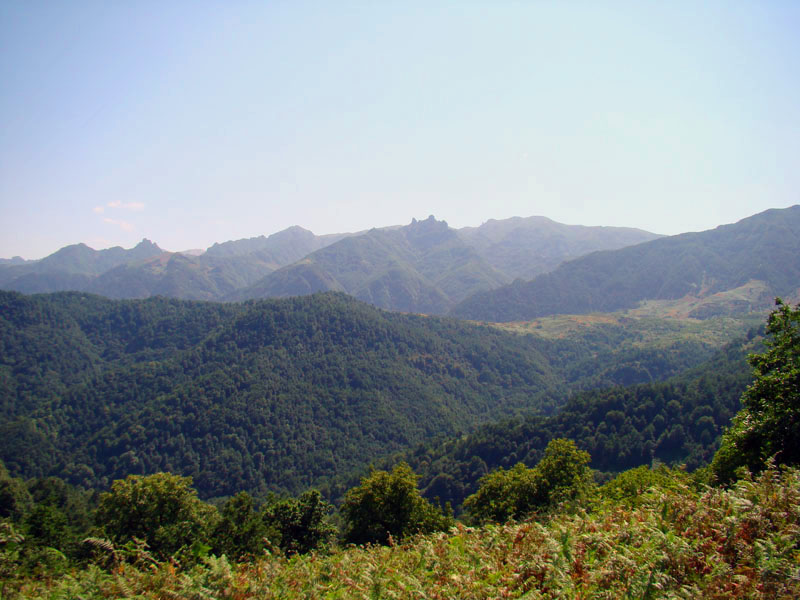
جنگلهای سرسبز لاتون
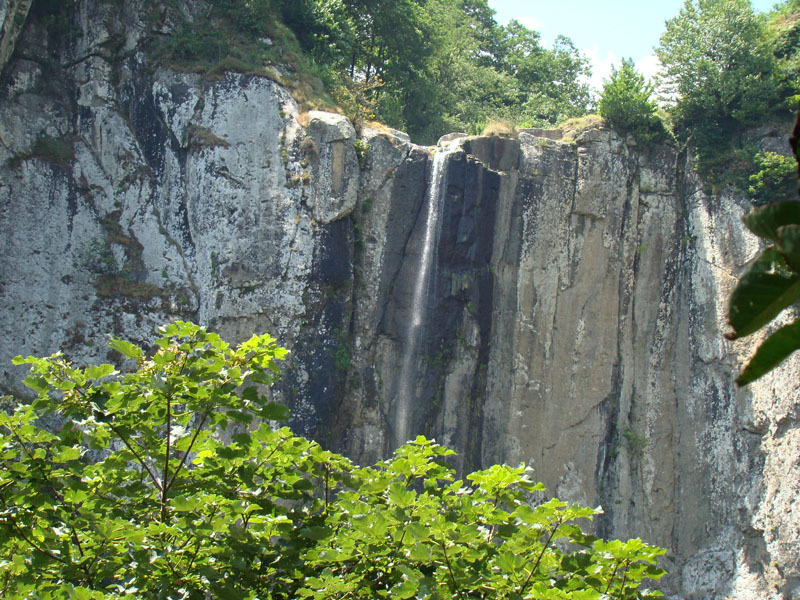
نمایی از آبشار لاتون